# Börsskärs grundet (Åland)
Börsskärs grundet är ett skär i Åland (Finland). Det ligger i Skärgårdshavet och i kommunen Vårdö i landskapet Åland, i den sydvästra delen av landet. Ön ligger omkring 34 kilometer öster om Mariehamn och omkring 250 kilometer väster om Helsingfors.
Öns area är 3,3 hektar och dess största längd är 420 meter i nord-sydlig riktning. Trakten är glest befolkad. Närmaste större samhälle är Vårdö, 7,3 km nordväst om Börsskärs grundet.

## Klimat
Klimatet i området är tempererat. Årsmedeltemperaturen i trakten är 6 °C. Den varmaste månaden är augusti, då medeltemperaturen är 18 °C, och den kallaste är februari, med −2 °C.